# 日立社会情報サービス
株式会社日立社会情報サービス（ひたちしゃかいじょうほうさーびす、英: Hitachi Social Information Services, Ltd.）は、日立グループのシステムインテグレーター（メーカー系）。東京都品川区に本社を置いている。

## 概要
- 2018年4月に日立公共システムと日立アイ・エヌ・エス・ソフトウェアの合併により設立された[2][3]。
- 日立グループ内ではSISという略称が用いられる。

## 歴史

### 日立アイ・エヌ・エス・ソフトウェア時代
- 1986年 - 横浜市戸塚区にて会社設立。
- 1988年 - 本社をアーバンネット横浜ビル（横浜市中区）に移転。
- 1989年 - 設計分室を日立システムプラザ新川崎（川崎市）内に開設。
- 1992年 - 営業部門を新設し、ハードウェアサプライ事業開始。
- 1995年 - 一般企業マーケットを開拓し、ソリューションビジネス事業開始。
- 1999年
  - ISO9001（品質マネジメントシステム）認証取得。
  - 資本金を2億円に増資。
  - 本社をクイーンズタワー（横浜市西区みなとみらい）に移転。
  - 子会社として沖縄日立ネットワークシステムズ株式会社を設立。
- 2001年
  - 株式会社エー・シー・エスが関連会社となる。
  - 資本金を5億円に増資。
  - ISO14001（環境マネジメントシステム）認証取得。
- 2003年 - プライバシーマークを取得。
- 2012年 - 本社を横浜三井ビルディング（横浜市西区高島）に移転。
- 2016年 - 関連会社の株式会社エー・シー・エスを合併。

### 日立社会情報サービス時代
- 2018年 - 株式会社日立社会情報サービス発足
- 2021年 - 本社（横浜市西区高島）と東京本社（東京都江東区東陽）を現本社に集約。

## 事業所
- 本社：東京都品川区南大井6-26-3　大森ベルポートD館17階
- 阿佐ヶ谷事業所：東京都杉並区阿佐谷北2-13-2　阿佐ヶ谷北口駅前ビル
- 三鷹事業所：東京都三鷹市下連雀5-7-1 三鷹NTTデータビル
- 戸塚事業所：神奈川県横浜市戸塚区吉田町292（日立製作所システム＆サービスビジネス横浜事業所内）
- 川崎事業所：神奈川県川崎市幸区鹿島田1-1-2（日立システムプラザ新川崎内）
- 関西事業所：大阪府大阪市北区堂島浜1-2-1 新ダイビル13階